# Arcangelo Corelli
Arcangelo Corelli (Fusignano, 17. veljače 1653. – Rim, 18. siječnja 1713.), bio je značajan talijanski violinist i skladatelj barokne glazbe.
Prvi uspjeh stekao je u Parizu s 19 godina, i do tad je već stekao europsku reputaciju. Iz Pariza, uputio se za Njemačku, u Bavarsku, 1681., u službi princa; između 1680. i 1685. proveo je značajno vrijeme u kući prijatelja violinsta i skladatelja Cristiana Farinellija, za koga se smatra da je bio ujak proslavljenog kastrata Farinellija. Godine 1685. bio je u Rimu, i bio je miljenik Pape.
Način sviranja koji je prenio učenicima kao što su Francesco Geminiani, Pietro Locatelli i mnogi drugi, bio je od vitalnog značaja za daljnji način sviranja violine. Govori se da je Corelli za sve violinste-skladatelje 18. stoljeća Italije bio "ikona" u koju su gledali prilikom daljnjeg razvoja načina sviranja i skladanja.
Corelli je pokopan u Pantheon u Rimu.
Šest zbirki koncerata, sonata i malih djela za violinu i druga djela se pripisuju Corelliju. Najzačajnija djela su "XII sonata za violinu, violu i čembalo", "Trio sonata u d-molu" i 12 koncerta grosa.

## Vanjske poveznice
|  | Zajednički poslužitelj ima još gradiva o temi Arcangelo Corelli |